# Hypochlorosis ancharia
Hypochlorosis ancharia är en fjärilsart som beskrevs av William Chapman Hewitson 1869. Hypochlorosis ancharia ingår i släktet Hypochlorosis och familjen juvelvingar. Inga underarter finns listade i Catalogue of Life.

## Bildgalleri

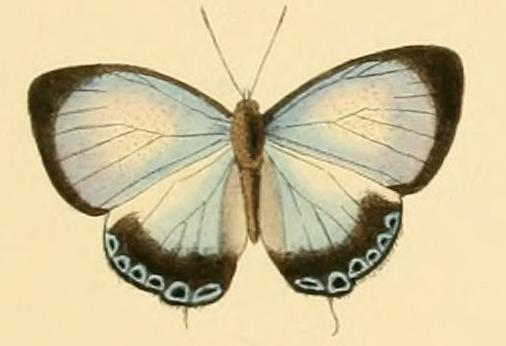
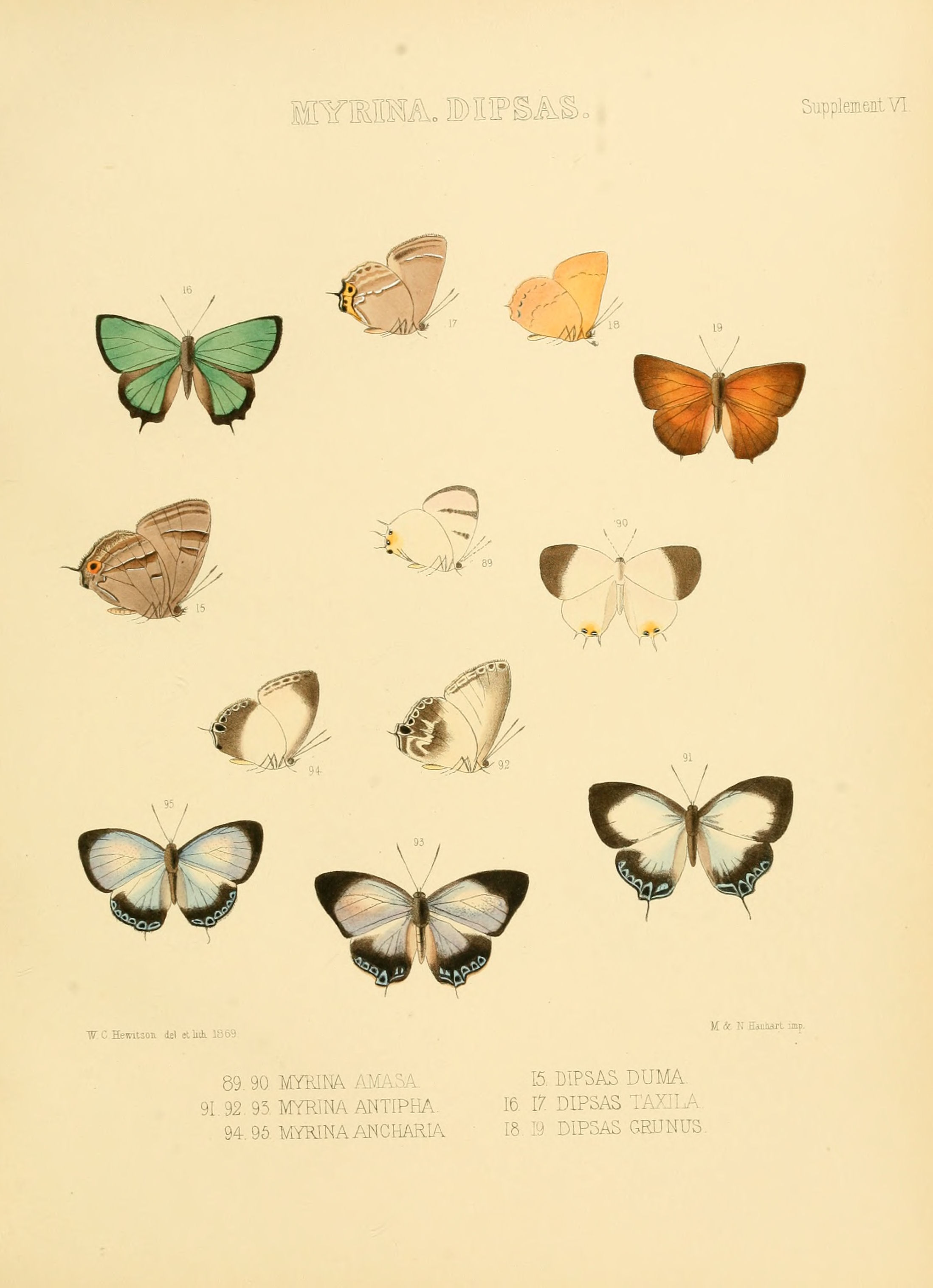